# Bronzino
Angelo di Cosimo ou Agnolo di Cosimo dit le Bronzino ou Agnolo Bronzino (17 novembre 1503, Monticelli – 23 novembre 1572, Florence) est un peintre italien maniériste. Il est le fils adoptif et apprenti de Pontormo, dont il tire l'essence technique de son style, et aussi l'élève de Girolamo Genga.
Son sobriquet, Bronzino, peut faire référence à sa peau relativement foncée ou à ses cheveux roux. Son disciple et fils adoptif, Alessandro Allori, est également surnommé « il Bronzino ».
Ayant vécu toute sa vie à Florence et engagé depuis la fin des années 1530 à la cour de Cosme Ier de Médicis, il est l' un des peintres les plus raffinés et les plus habiles du maniérisme primitif, connu surtout pour ses portraits incisifs de Florentins de la fin de la Renaissance.
Outre les nombreux portraits, parmi ses œuvres figurent de nombreux sujets religieux et quelques sujets allégoriques, parmi lesquels se distingue notamment l'Allégorie du Triomphe de Vénus (vers 1544-1545), qui est probablement son œuvre la plus connue, maintenant à la National Gallery de Londres.
Il est le maître du peintre Alessandro Allori.

## Biographie

### Jeunesse et formation
Bronzino nait en 1503 à Florence dans une famille pauvre ; il est fils de boucher. Le surnom de « Bronzino » (« de la couleur du bronze ») est attesté pour la première fois en 1529.
Après un apprentissage chez Raffaellino del Garbo, vers 1518 (probablement dès 1515), il est l'apprenti du Pontormo, qui l'aurait représenté (selon Giorgio Vasari) dans son tableau Joseph en Égypte (enfant, assis sur une marche).
Entre 1523 et 1525, il collabore avec son maître Pontormo aux décorations à fresque du cloître de la Chartreuse de Galluzzo, où ils se sont réfugiés pendant la peste, puis à celles de la chapelle Capponi de l'église Santa Felicita de Florence. La fresque détachée avec Saint Benoît pénitent de la Badia Fiorentina et l'Archange saint Michel et le Démon du Palais Madame de Turin comptent parmi ses premières œuvres connues. Pour la chapelle Capponi, il peint, selon Vasari, deux des quatre tondi avec les figures des évangélistes. Déjà à cette époque, Bronzino a si profondément assimilé le style de Pontormo qu'aujourd'hui encore, il n'y a pas accord parmi les critiques sur l'attribution des tondi entre le maître et l'élève. Pygmalion et Galatée au musée des Offices est également associé aux deux, qui, selon Vasari, a été peint comme volet pour la célèbre Portrait d'un hallebardier de Pontormo.

### Dans la région des Marches
En 1531, devenu peintre indépendant, il s'installe à Pesaro où il travaille pour la famille Della Rovere qui l'a appelé à sa cour du duché d'Urbino l'année précédente, participant à la décoration des fresques de la Villa Imperiale, en collaboration avec les frères Dossi et Girolamo Genga.
Il y fait ses premiers portraits et élabore un style personnel : au soin presque obsessionnel du dessin, qui caractérise les œuvres de Pontormo, il ajoute un traitement très particulier de la couleur, qu'il étale de façon claire et compacte, presque émaillée. Il s'impose bientôt comme un portraitiste très apprécié ; parmi ses premiers portraits, figurent le Portrait en armes de Guidobaldo Della Rovere dans la Galerie Palatine et de la Dame en Rouge à Francfort. Bronzino commence une nouvelle phase artistique avec la série de portraits peints de 1530 à 1545, comme ceux des Martelli et de Bartolomeo et Lucrezia Panciatichi, dans lesquels la vraisemblance des figures, renforcée par le clair-obscur, coexiste avec une valeur métaphysique de la forme.

### Retour à Florence

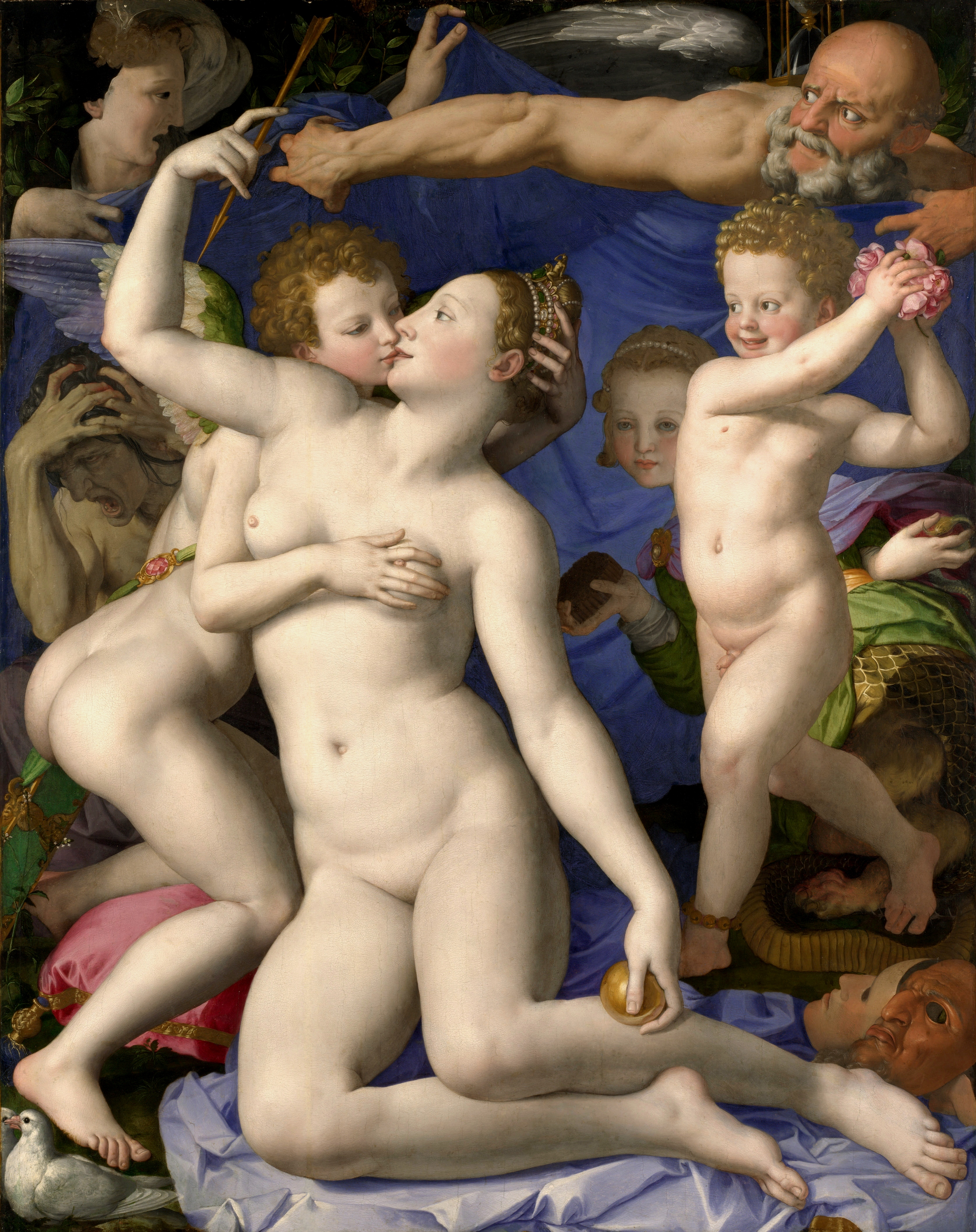
Allégorie du Triomphe de Vénus, 1540-1545, National Gallery.

Il revient à Florence où Pontormo le réclame pour des portraits et entre au service des Médicis en 1539, pour les décorations du mariage de Cosme Ier de Toscane et d'Éléonore de Tolède. À cette occasion, le palais fait l'objet d'une série de travaux d'embellissement pour devenir la demeure du couple grand-ducal ; Bronzino se voit confier la décoration de la chapelle privée de la grande-duchesse, qu'il achève entre 1540 et 1545, en créant les fresques de la voûte, les murs, le retable et autres peintures. Le retable avec La Déploration sur le Christ mort, encore considéré comme l'un de ses chefs-d'œuvre, est tellement admiré à l'époque par le chancelier de l'empereur Charles Quint, que Cosme lui offre en cadeau, demandant alors au peintre d'en faire une copie identique, encore visible dans la chapelle.
Durant cette période, il devient portraitiste officiel de la cour, créant la célèbre série de portraits des enfants de Cosme, ainsi que du grand-duc lui-même et d'Éléonore. Destinés à la Galerie des Offices, ils sont l'expression d'un pouvoir aristocratique, hors des contingences matérielles. Une série de portraits est également commandés par des alliés comme les Doria. Au cours de cette période, il exécute des peintures aux décors sacrés et profanes et un nombre notable de cartons pour la Manufacture de tapisserie médicéenne.
En 1541, Bronzino entre à l'Académie des beaux-arts de Florence et réalise le Passage de la mer Rouge, atteignant le sommet de sa qualité artistique, ajoutant au maniérisme une idéalisation plastique inspirée des exemples sculpturaux de Michel-Ange.
En 1548, il se rend à Rome. À la mort de Pontormo en 1557, il est chargé de terminer les fresques du chœur de la basilique San Lorenzo de Florence.
Il est membre fondateur de l'Académie du dessin de Florence en 1563 et participe activement aux activités ; il est ensuite réintégré après son expulsion de l'Académie florentine.
Il meurt le 23 novembre 1572 dans la maison de son élève Alessandro Allori, le père de Cristofano Allori,. Il est enterré dans l'église San Cristoforo degli Adimari. Sa dernière œuvre marquante est la fresque du Martyre de saint Laurent dans la basilique San Lorenzo.
Il aurait eu des relations amoureuses d'abord avec son maître Pontormo, puis avec Alessandro Allori avec qui il vécut jusqu'à sa mort. L'amour pour Pontormo et Allori fait l'objet de certains de ses poèmes,.
L'activité du Bronzino en tant que poète est moins reconnue. Il a néanmoins composé plusieurs recueils.

## Style

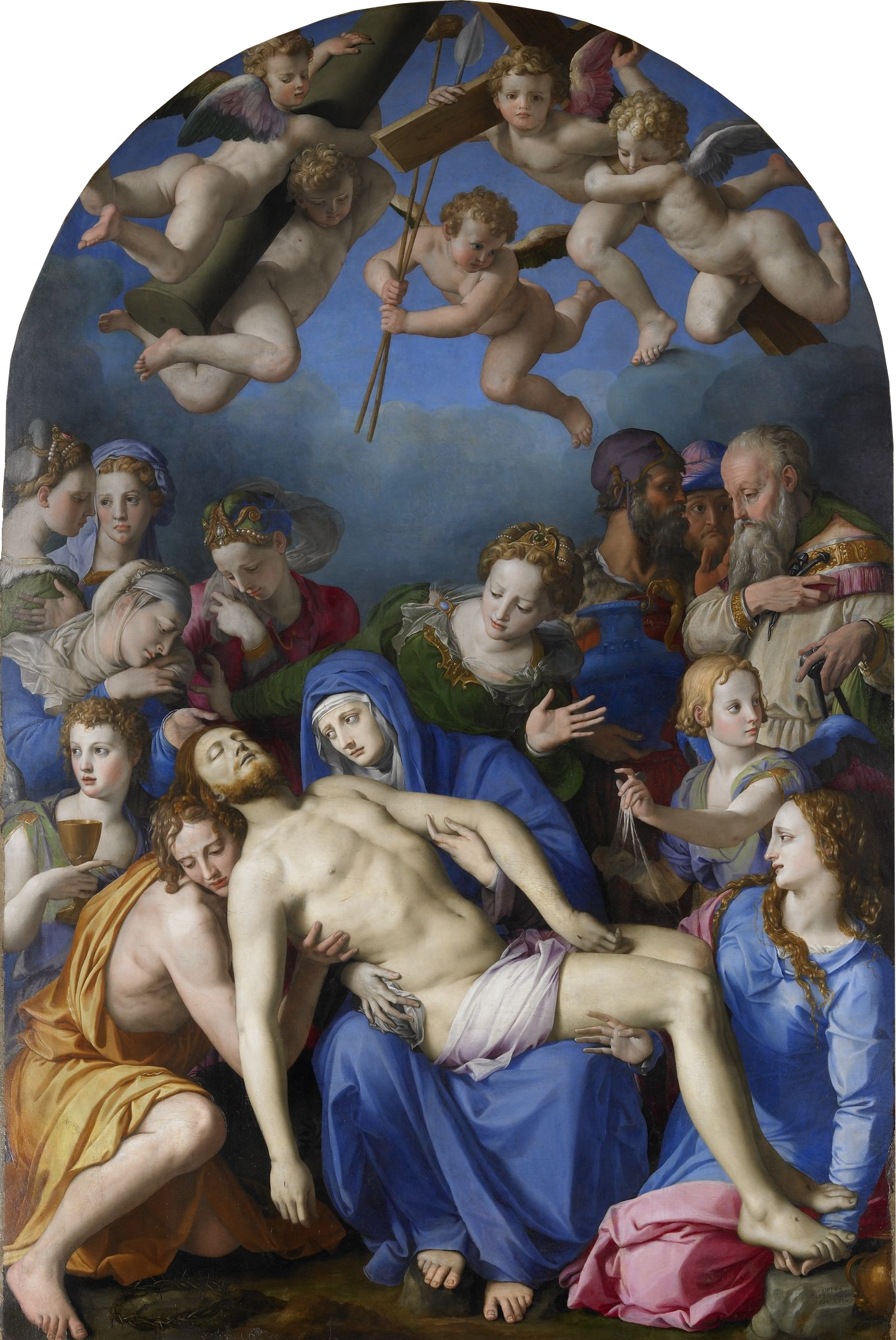
La Déploration sur le Christ mort, musée des beaux-arts et d'archéologie de Besançon.

Ses deux œuvres clairement maniéristes sont La Déploration sur le Christ mort (1543-1545) et l’Allégorie du triomphe de Vénus (à la National Gallery de Londres) qui, selon Erwin Panofsky, représenterait plutôt la Luxure.
Formé auprès de Pontormo, le principal peintre florentin de la première génération du maniérisme, son style est grandement influencé par celui-ci, mais ses figures élégantes et quelque peu allongées semblent toujours calmes et quelque peu réservées, dépourvues de l'agitation et de l'émotion de celles de son maître, et ont souvent été trouvées froides et artificielles. Sa réputation a souffert de la défaveur de la critique généralement attachée au maniérisme au XIXe et au début du XXe siècle. Son art a été davantage apprécié dans les dernières décennies.
Il réalise le portrait de la poétesse Laura Battiferri en 1560 en suivant les canons imposés par la Contre-Réforme.
Il a eu sa part dans les débats qui ont animé les artistes de l'époque sur la supériorité de la peinture sur la sculpture. Ardent défenseur de la peinture, Bronzino réalise un tableau à deux faces, le Nain Morgante, où il représente un homme de face et de dos, pour démontrer la capacité de la peinture à faire sentir les volumes de la chair.

### Portraits

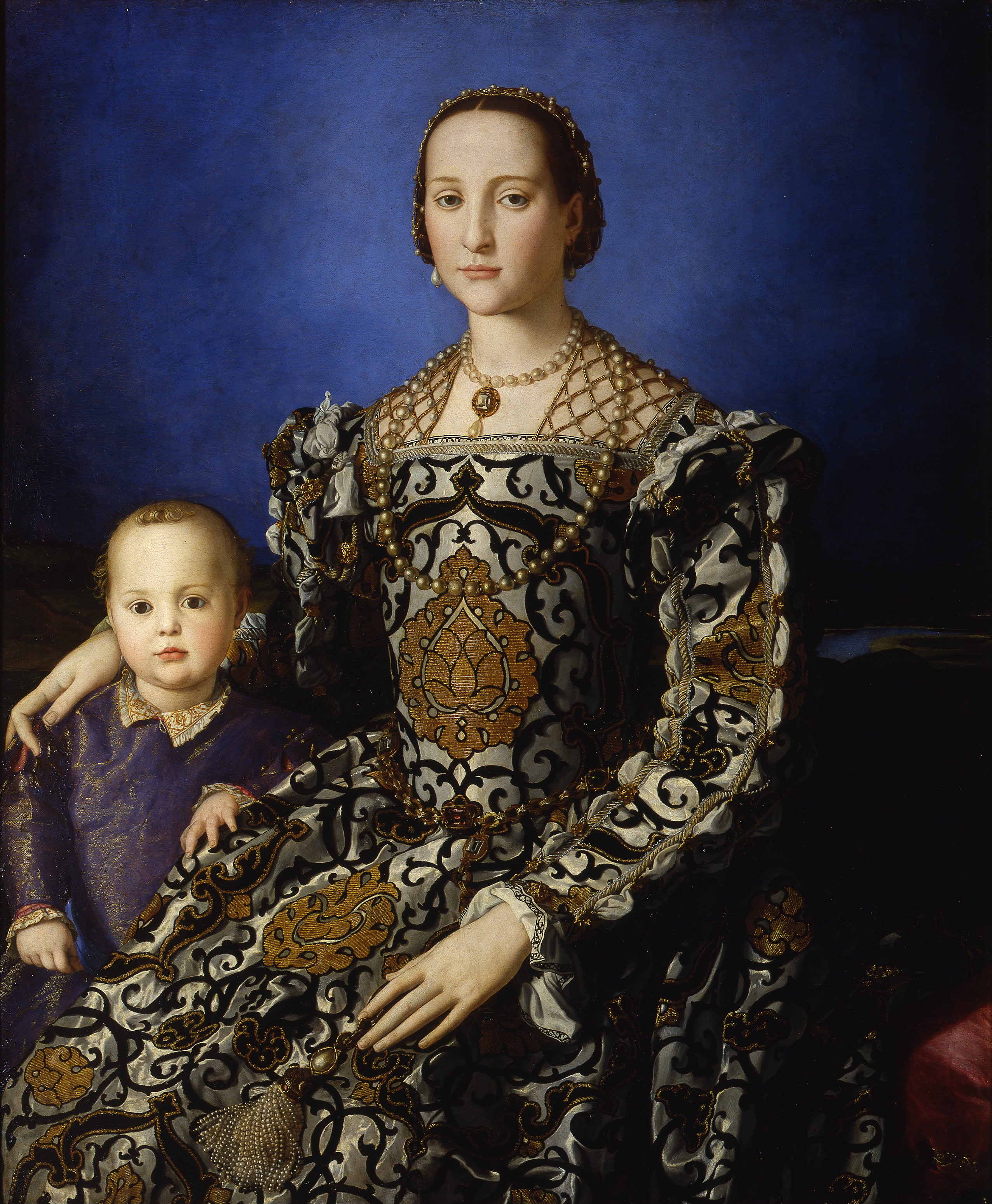
Portrait d’Eléonore de Tolède et son fils Giovanni de Medicis, musée des Offices.

Bronzino est principalement un portraitiste, mais peint également de nombreux sujets religieux et quelques sujets allégoriques. De nombreux portraits des Médicis existent en plusieurs versions avec plus ou moins de participation de Bronzino lui-même, Cosme Ier de Toscane étant un pionnier du portrait copié envoyé comme cadeau diplomatique.
Ses portraits, souvent considérés comme des exemples statiques, élégants et stylisés de hauteur et d’assurance, sans émotion, ont influencé le portrait de cour européenne pendant un siècle. Ces tableaux bien connus existent dans de nombreuses versions et copies d'atelier. En plus des portraits de l'élite florentine, Bronzino a également peint des portraits idéalisés des poètes Dante Alighieri (vers 1530, aujourd'hui la National Gallery of Art de Washington, DC) et Pétrarque.
Les œuvres les plus connues de Bronzino sont la série du duc et de la duchesse, le Portrait de Cosme Ier de Médicis et le Portrait d'Eléonore de Tolède et de son fils, et des personnages de leur cour tels que le Portrait de Bartolomeo Panciatichi et celui de son épouse, le Portrait de Lucrezia Panciatichi. Ces peintures, en particulier celle de la duchesse, sont connues pour l'attention minutieuse portée aux détails du costume, qui prend presque une personnalité propre dans l'image. Ainsi, la duchesse est représentée avec son deuxième fils Giovanni, mort du paludisme en 1562 ; cependant, c'est le tissu somptueux de la robe qui prend plus de place sur la toile que l'un ou l'autre des modèles. La robe elle-même a fait l’objet de débats universitaires. La rumeur dit que la robe élaborée était tellement appréciée par la duchesse qu'elle a finalement été enterrée avec. Lorsque ce mythe a été démystifié, d'autres ont suggéré que peut-être le vêtement n'avait jamais existé et Bronzino avait tout inventé, peut-être en travaillant uniquement à partir d'un échantillon de tissu. Quoi qu'il en soit, cette peinture a été reproduite à maintes reprises par Bronzino et son atelier, devenant ainsi l'un des portraits les plus emblématiques de la duchesse. Une version se trouve au musée des Offices et constitue l'un des plus beaux exemples survivants de ses portraits.
Les soi-disant « portraits allégoriques » de Bronzino, comme celui d'un amiral génois, Portrait d'Andrea Doria en Neptune, sont moins typiques mais peut-être encore plus fascinants en raison de la particularité de représenter nue une personnalité publiquement reconnue, comme une figure mythique.
En plus d'être peintre, Bronzino est aussi poète, et ses portraits les plus personnels sont peut-être ceux d'autres figures littéraires comme celui de son amie la poète Laura Battiferri. La nature érotisée de ces portraits masculins nus virils, ainsi que les références homoérotiques dans sa poésie, ont conduit les chercheurs à penser que Bronzino était homosexuel.

### Sujets religieux et allégoriques

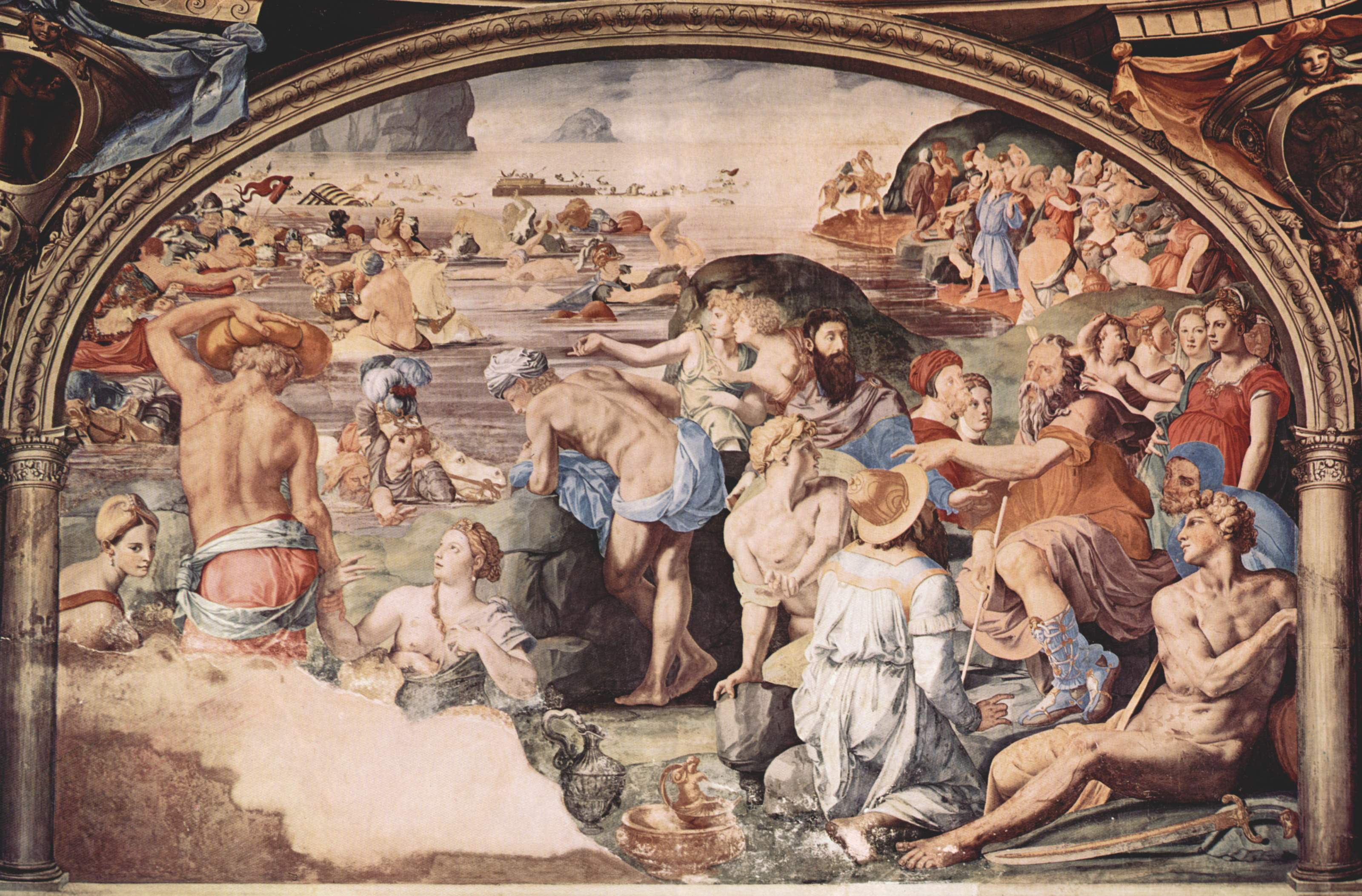
La traversée de la mer Rouge, 1541-1542, Palazzo Vecchio.

Avant la commande de la décoration de la chapelle du Palazzo Vecchio en 1540-1541, son style dans le genre religieux est moins maniériste et repose sur des compositions équilibrées de la Haute Renaissance. Pourtant, il devient élégant et classicisant selon Craig Hugh Smyth, dans ce cycle de fresques, et ses œuvres religieuses sont des exemples de l'esthétique de la cour florentine du milieu du XVIe siècle, traditionnellement interprétée comme hautement stylisée et non personnelle ou émotive. La Traversée de la mer Rouge est typique de l'approche de Bronzino à cette époque, même s'il ne faut pas prétendre que lui ou la cour manquent de ferveur religieuse sur la base de la mode préférée de celle-ci : la duchesse Eleanora est une généreuse mécène de la Compagnie de Jésus récemment fondée.

## Postérité
Il a partiellement inspiré à Hans Christian Andersen le conte Le Sanglier de bronze où l'un de ses tableaux est mis en scène : 

« Beaucoup de gens passent devant ce tableau et le négligent, et il renferme pourtant un trésor de poésie ; c'est Le Christ descendu dans le monde souterrain (…). Le Florentin Angiolo Bronzino (sic) a peint ce tableau ; ce qu'il y a de plus parfait, c'est la certitude exprimée dans le visage des enfants qu'ils iront au ciel (…). »

## Œuvres

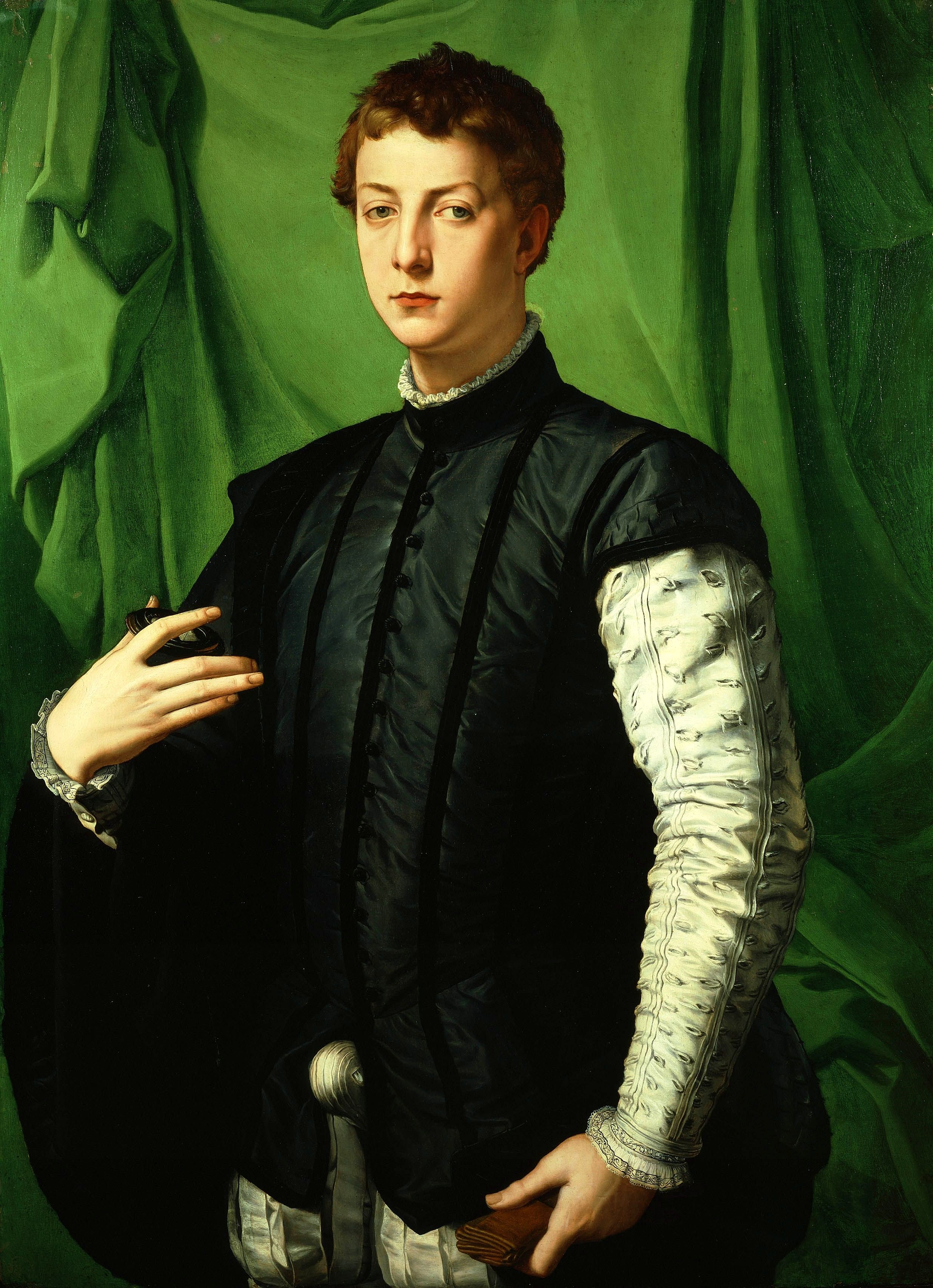
Portrait de Lodovico Capponi.

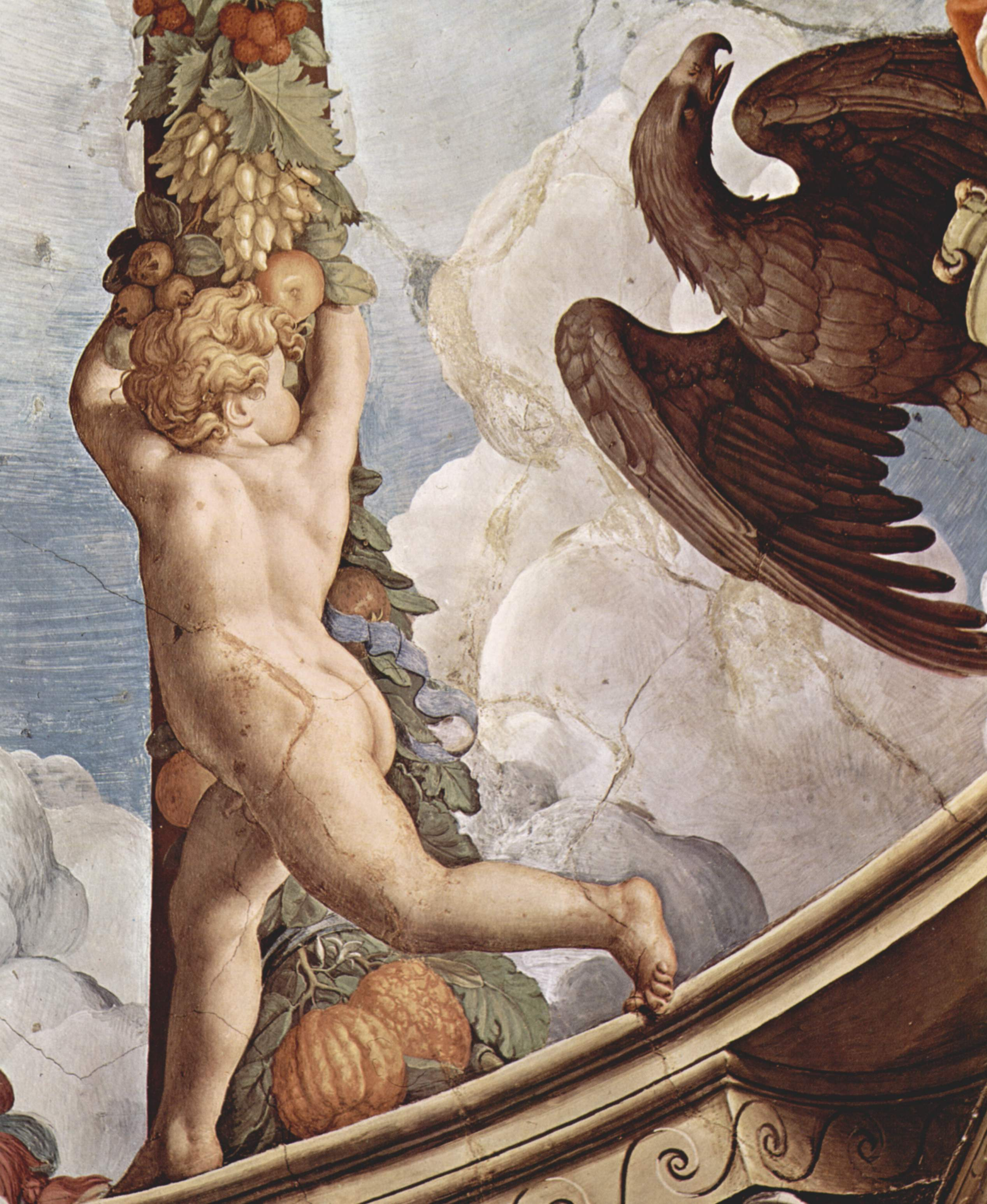
Détail de la fresque.

### À Florence
- Saint Marc évangéliste (Bronzino ou Pontormo) (1525-1528), église Santa Felicita,
- Saint Mathieu évangéliste (1525-1528), église Santa Felicita,
- Saint Luc évangéliste (1525-1528), église Santa Felicita
- Portrait allégorique de Dante Alighieri (1532-1533), collection privée,
- Chapelle d'Éléonore de Tolède (1540-1545), fresque, Palazzo Vecchio
  - Saint Michel[22]
- Portrait de Laura Battiferri (1555-1560), Palazzo Vecchio,
- La Descente du Christ aux limbes (1552), Musée de Santa Croce,
- Résurrection (1552), Basilique de la Santissima Annunziata
- La Déposition de Croix (v. 1553), huile sur bois, 243 × 174 cm, Chapelle d'Éléonore de Tolède, Palazzo Vecchio. Réplique à peu près exacte de celle de Besançon qui date de 1545
- Portrait de Luca Martini (1554-1556), Palais Pitti, Galleria Palatina,
- Portrait de Guidobaldo II della Rovere (1530-1532), Palais Pitti, Galleria Palatina,
- Noli me tangere (1532), Casa Buonarroti,
- Déposition (1565), Galleria dell'Accademia,
- Martyre de saint Laurent (1565-1569), fresque, Basilique San Lorenzo,
- Pietà (1569), Basilique Santa Croce,
- Résurrection de la fille de l'archisynagogue par l'œuvre de Jésus-Christ (1570-1572), retable de la chapelle Gaddi dans la basilique Santa Maria Novella, sa dernière œuvre,
- Les œuvres de Bronzino aux Offices de Florence :
  - Lamentation sur le Christ mort (1529)
  - Portrait de Giovanni de Médicis enfant (1545)
  - Annonciation
  - Pietà ou Jésus mort entre la Vierge et Marie Madeleine (1528-1530) huile sur panneau, 115 × 100 cm
  - Martyre des Dix Mille (1529-1530)
  - Sainte Famille avec saint Jean Baptiste (1538-1540) (v. 1535) huile sur bois, 117 × 89,5 cm
  - Portrait de Bartolomeo Panchiatichi, (v. 1540) huile sur panneau, 104 × 85 cm
  - Portrait de Lucrezia Panciatichi (1541-1545), huile sur bois, 104 × 85 cm
  - Portrait de Bia de Médicis, fille illégitime de Cosme Ier (v. 1545), huile sur panneau, 58 × 46,5 cm
  - Portrait de Cosme Ier de Médicis en armure, tempera sur bois (1543)
  - Portrait d'Éléonore de Tolède et de son fils Giovanni, huile sur bois (1545)
  - Portrait du nain Morgante de face (av. 1553)
  - Portrait du nain Morgante de dos (av. 1553)
  - Portrait de Marie de Médicis (1550), huile sur bois, 52 × 38 cm
  - Portrait de François Ier de Médicis enfant (1551), huile sur bois, 52 × 38 cm
  - Portrait d'un jeune homme au luth, tempera sur bois (1532-1534)
  - Portrait d'une jeune femme au livre, tempera sur bois (1548-1550)
  - Pygmalion et Galatée (1529-1530)
  - Allégorie de la Félicité (1567-1568)
  - Lamentation sur le Christ mort (1568-1569)

### Ailleurs en Italie
- Vierge et l'Enfant avec saint Jean-Baptiste (1526-1529), Rome, Galleria Corsini
- Portrait de Lorenzo Lenzi, huile sur bois (1527-1528), castello Sforzesco, Milan (tableau probablement commandé par son ami le poète Benedetto Varchi, dont un sonnet est reproduit sur le livre ouvert).
- Saint Michel Archange (1525-1528), Turin, palais Madame
- Vierge et l'Enfant avec saint Jean-Baptiste (1530), Milan, collection privée
- Portrait d'Andrea Doria en Neptune (1545-1546), Milan, Pinacoteca di Brera,
- Vénus, Cupidon et un satyre (1553-1555) Rome, Galleria Colonna
- Saint Bartholomée (1556), Rome, Galleria dell'Accademia di San Luca
- Saint André (1556), Rome, Galleria dell'Accademia di San Luca
- Portrait de Stefano IV Colonna (1546), Rome, Palazzo Barberini, Galleria Nazionale di Arte Antica,
- Portrait d'une dame (1550-1555), Turin, Galleria Sabauda,
- Saint Jean-Baptiste (1560-1561), Rome, Galleria Borghese,

### En Europe

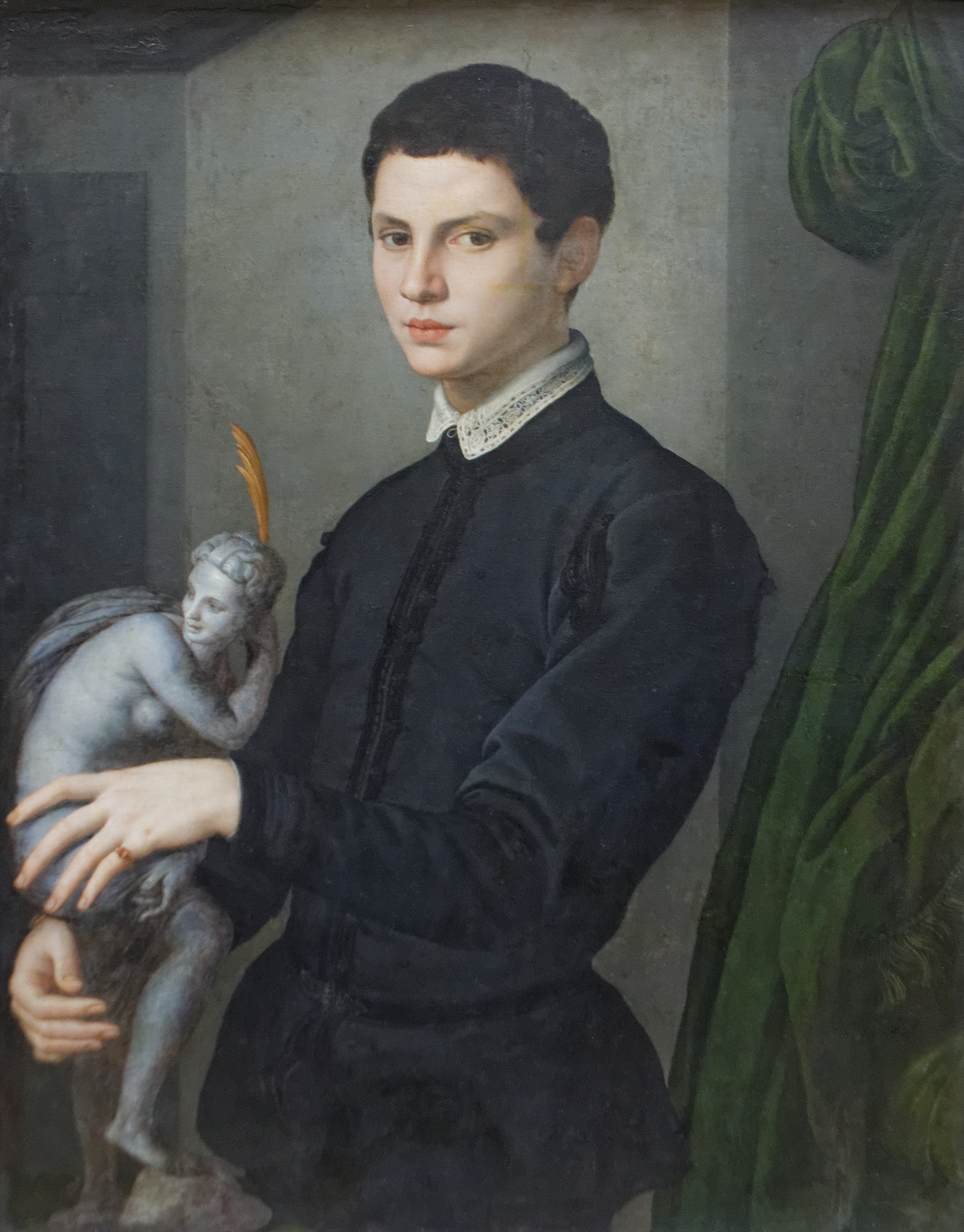
Portrait de jeune homme tenant une statuette, vers 1550 – Musée du Louvre, Paris.

- La Déploration sur le Christ mort (1543-1545), Besançon, musée des beaux-arts et d'archéologie
- Saint Pierre en extase, Gray (Haute-Saône), musée Baron-Martin
- Christ en croix (v. 1540), huile sur bois, Nice, Musée des Beaux-Arts de Nice
- Jeune homme en saint Sébastien (1532-1535), Madrid, Musée Thyssen-Bornemisza,
- Portrait de Garzia de Médicis enfant (v. 1550), Madrid, Musée du Prado,
- Portrait d'une dame avec un chien (1530-1532), Francfort, Städel Museum,
- Portrait d'une dame en vert (1530-1532), Angleterre, Château de Windsor,
- Châtiment de Marsias (1530-1532), Saint-Pétersbourg, Musée de l'Ermitage,
- Sainte Famille, Sainte Elisabeth et Saint Jean-Baptiste (1534-1540), Vienne, Kunsthistorisches Museum,
- Sainte Famille avec Sainte Anne et Saint Jean-Baptiste (1545-1550), Vienne, Kunsthistorisches Museum
- Portrait d'Ugolino Martelli (1537-1538), Berlin, Staatliche Museen,
- Adoration des bergers (1539-1540), Budapest, Szépmüvészeti Múzeum,
- Vénus, Cupidon et la Jalousie (v. 1550), Budapest, Szépmüvészeti Mùzeum
- Allégorie du triomphe de Vénus ou Allégorie avec Vénus et Cupidon (1540-1545), Londres, National Gallery,
- Portrait de jeune homme tenant une statuette (vers 1550), Paris, musée du Louvre
- Sainte Famille avec Sainte Anne et Saint Jean-Baptiste (1550-1559), Paris, musée du Louvre
- Noli me tangere (1561), Musée du Louvre, Paris
- Antoine Perrenot de Granvelle, Cardinal, Besançon, musée des Beaux-Arts et d'Archéologie[23]
- Sainte Famille et Saint-Jean-Baptiste (1555-1559), Moscou, Musée Pouchkine,

### Aux États-Unis
- Portrait d'un jeune homme au livre (1535-1540), huile sur panneau, 95,5 × 75 cm, Metropolitan Museum of Art, New York
- Portrait de Cosme Ier en Orphée (1537-1539), Philadelphie,Philadelphia Museum of Art,
- Portrait d'une vieille femme (v.1540), San Francisco, Fine Arts Museum,
- Saint Côme (vers 1543-1545), huile sur toile, 81 × 56,2 cm, collection Alana (acquisition 2011), Newark (Delaware)[24]
- Vierge à l'Enfant avec sainte Élisabeth et saint Jean-Baptiste (vers 1540-1545), Los Angeles, J. Paul Getty Museum,
- Saint Jean Baptiste (1543-1545), Los Angeles, J. Paul Getty Museum,
- Éléonore de Tolède (v. 1560), Washington, National Gallery of Art,
- Sainte Famille avec Sainte Anne et Saint Jean-Baptiste (1526-1528), Washington, National Gallery of Art
- Portrait de Lodovico Capponi (1555), New York, Frick Collection,
- Christ portant la croix (1555-1560), New York, collection privée,
- Vierge à l'Enfant avec Sainte Elisabeth et Saint Jean-Baptiste, huile sur panneau, 102,7 × 83,4 cm,
- Cosme Ier de Médicis (vers 1560), huile sur bois, 82,5 × 62 cm, collection Alana (acquisition 2015), Newark (Delaware)[24]

### Au Canada
- Portrait de Pierantonio Bandini (1550-1555), Ottawa, National Gallery of Canada,

### En Australie
- Portrait de Cosme Ier de Médicis en armure (1544-1545), Sydney, Art Gallery of New South Wales.

## Doute sur l'authenticité d'une œuvre

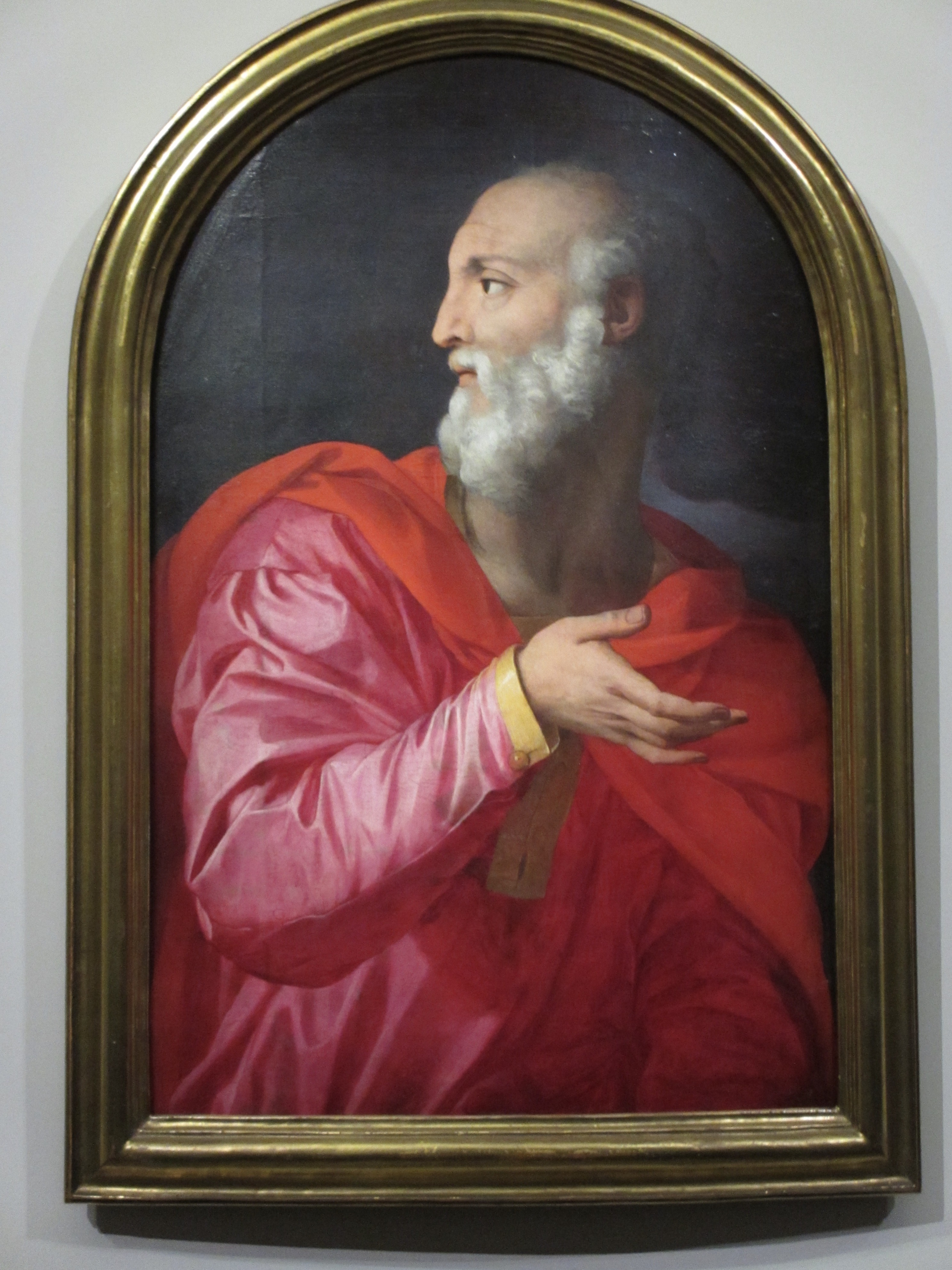
Saint Côme (vers 1543-1545), attribué à Bronzino.

À la clôture le 20 janvier 2020 de l'exposition de la collection Alana au musée Jacquemart-André, les autorités françaises saisissent, sur ordonnance de la juge Aude Buresi, le Saint Côme attribué à Bronzino, une huile sur bois de 81 × 56,2 cm. Le tableau pourrait être un faux mis en circulation par Giuliano Ruffini (en),.
Entré dans la collection Alana en 2011, le tableau est authentifié et attribué à Bronzino en raison de ses nombreux repentirs par Philippe Costamagna, conservateur du musée Fesch d'Ajaccio et spécialiste de l'école florentine. Le tableau lui a été présenté chez Giuliano Ruffini. Il semblait appartenir à des marchands d'art espagnols présents lors de la rencontre. Cependant, le nom de Giuliani Ruffini n'apparaît pas dans le catalogue de l'exposition de la collection Alana au musée Jacquemart-André : seules sont mentionnées les provenances Juan Lamella à Londres et Hauser & Wirth à Zurich en 2009 avant l'acquisition par la collection Alana en 2011. La galerie zurichoise indique n'avoir en sa possession aucun document relatif à une vente de cet ordre,.
Philippe Costamagna, qui a identifié le Saint Côme comme l'une des parties d'un ensemble dont La Déposition conservée au musée des Beaux-Arts et d'Archéologie de Besançon est la pièce maîtresse, considère que le tableau n'est pas un faux,.